# Dimítrios Triantafýllis
Dimítrios Triantafýllis (en grec moderne : Δημήτριος Τριανταφύλλης), souvent appelé Dimítris Triantafýllis (Δημήτρης Τριανταφύλλης), né le 25 mai 1982, est un karatéka grec connu pour avoir remporté le titre de champion d'Europe en kumite individuel masculin moins de 65 kilos aux championnats d'Europe de karaté 2005 à Tenerife, en Espagne.

## Résultats
| Résultat           | Date             | Épreuve                   | Catégorie | Compétition                                  | Ville hôte                             |
| ------------------ | ---------------- | ------------------------- | --------- | -------------------------------------------- | -------------------------------------- |
| Médaille d'or      | Février 2002     | Kumite individuel - 65 kg | Juniors   | Championnats d'Europe juniors et cadets 2002 | Coblence, en Allemagne                 |
| Médaille de bronze | Février 2003     | Kumite individuel - 65 kg | Juniors   | Championnats d'Europe juniors et cadets 2003 | Wrocław, en Pologne                    |
| Médaille d'argent  | 9 mai 2003       | Kumite individuel - 65 kg | Seniors   | Championnats d'Europe 2003                   | Brême, en Allemagne                    |
| Médaille d'or      | 13 mai 2005      | Kumite individuel - 65 kg | Seniors   | Championnats d'Europe 2005                   | San Cristóbal de La Laguna, en Espagne |
| Médaille d'or      | 23 juillet 2005  | Kumite individuel - 65 kg | Seniors   | Jeux mondiaux 2005                           | Duisbourg, en Allemagne                |
| Médaille de bronze | 4 mai 2007       | Kumite individuel - 65 kg | Seniors   | Championnats d'Europe 2007                   | Bratislava, en Slovaquie               |
| 5e place           | 15 novembre 2008 | Kumite individuel - 65 kg | Seniors   | Championnats du monde 2008                   | Tōkyō, au Japon                        |